# Petter Myhre
Petter Myhre (21 febbraio 1972) è un allenatore di calcio ed ex calciatore norvegese, di ruolo centrocampista, vice allenatore del Vålerenga.

## Carriera

### Giocatore

#### Club
Myhre giocò, in carriera, per lo Strømmen, per l'Ullern e per lo Skjetten.

### Allenatore
Una volta ritiratosi, diventò allenatore delle giovanili e della squadra riserve del Vålerenga. Nel 2006, fu promosso e diventò collaboratore del tecnico della prima squadra. A metà stagione, fu promosso ancora, diventando allenatore della formazione titolare. Ricoprì questo incarico fino a luglio 2007.
Prima del campionato 2009, fu nominato allenatore dello Strømmen, assieme a Thomas Berntsen. Lasciò l'incarico al termine della stagione 2010.